# University of Wollongong
University of Wollongong, också kallat UOW, är ett statligt universitet som ligger i kuststaden Wollongong, New South Wales, Australien, cirka 80 kilometer söder om Sydney. År 2012 hade universitetet totalt 30 516 studenter inskrivna, däribland 11 440 internationella studenter från mer än 140 länder.